# František Junek
František Junek (17 de gener de 1907 - 19 de març de 1970) fou un futbolista txecoslovac. Va formar part de l'equip txecoslovac a la Copa del Món de 1934.